# Motocops
Motocops (Die Motorrad-Cops: Hart am Limit) est une série télévisée allemande en 23 épisodes de 45 minutes, créée par Benedikt Gollhardt et diffusée entre le 30 mars 2000 et le 7 juin 2001 sur RTL Television.
En France, la série a été diffusée à partir du 8 septembre 2001 sur Série Club et rediffusée sur M6, TF6 et Virgin 17.

## Synopsis
Cette série suit les enquêtes d'une brigade de police à moto composée de deux hommes et d'une femme : Tom Geiger, Kai Sturm et « Sunny » Labonne.

## Distribution
- Yvonne de Bark (de) (VF : Sophie Gormezzano) : Susanna « Sunny » Labonne
- Jens Peter Nünemann (de) (VF : Luc Boulad) : Kai Sturn
- Matthias Paul (VF : Jérôme Keen) : Tom Geiger
- Gerhard Naujoks : Abendroth
- Suzanne Geyer : Ruth Westendorp (saisons 1 et 2)
- Rhoda Kaindl : Julia Steininger (saison 3)
- Joachim Kemmer (de) : Hoffmann (pilote)

## Épisodes

### Première saison (2000-2001)
1. La Loi du plus fort (Ypsilon - Wie alles begann)
2. Protection de témoin (Operation toter Mann)
3. La Tête de l'autre (Der Killer-Cop)
4. Jeux interdits (Mord im Spiel)
5. Mauvaises habitudes (Ghetto-Kids)
6. Sombre Journée (Ein schlechter Tag)
7. L'Abîme (Am Abgrund)
8. Zone à risque (Verräter in Uniform)
9. Le Vrai du faux (Ein Blick zu viel)
10. Bizarre, bizarre (Amok)
11. Partie de cache-cache (Undercover in den Tod)
12. Comme au cinéma (Tödliche Idole)
13. Une question de confiance (Volles Risiko)
14. Mystères (Spurlos verschwunden)
15. La Cible (Ein Killer zu viel)
16. Le Pyromane (Regenzeit)
17. 24 heures (Nur 24 Stunden)
18. Sur le grill (Bomben für die Cops)
19. Triple Jeu (Adrenalin)
20. Court circuit (Blutsbrüder)
21. L'Italien (Italienisches Roulette)
22. Les Ombres du passé (Schatten der Vergangenheit)
23. Le Sosie (Gesicht des Todes)

## Commentaires
Tom roule sur une BMW R1200C, Kai sur une Ducati 900 SS et Sunny sur une Cagiva 500 Canyon. On la voit parfois sur une MZ Baghira. Leur arme de service commune est le SIG-Sauer P6.
Cette série est la troisième de la société de production allemande Action Concept après Le Clown et Alerte Cobra. 
Comme ses prédécesseurs, elle combine de l'action (avec de spectaculaires cascades à moto) et de l'humour. 